# 968 (číslo)
Devět set šedesát osm je přirozené číslo. Římskými číslicemi se zapisuje CMLXVIII a řeckými číslicemi ϡξη´. Následuje po čísle devět set šedesát sedm a předchází číslu devět set šedesát devět.

## Matematika
968 je:
- Abundantní číslo
- Složené číslo
- Nešťastné číslo

## Astronomie
- (968) Petunia je planetka hlavního pásu, kterou objevil v roce 1921 Karl Wilhelm Reinmuth
- NGC 968 je eliptická galaxie v souhvězdí Trojúhelníku

## Ostatní
- +968 je mezinárodní telefonní předvolba Ománu

## Roky
- 968
- 968 př. n. l.